# Tensta

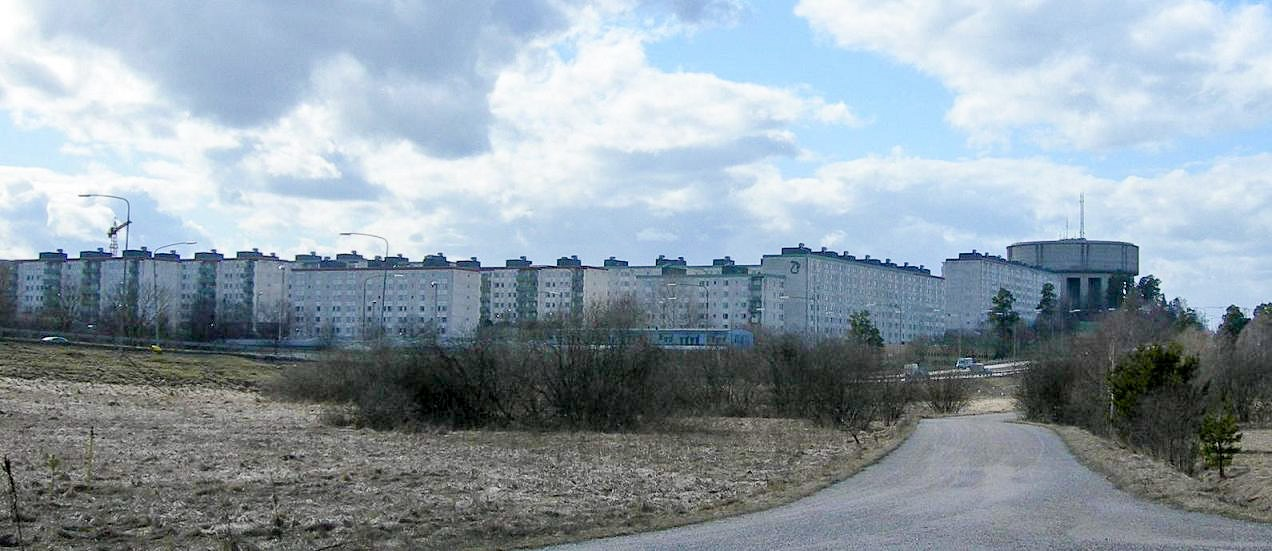
Tensta i la seua torre d'aigua, vista des de Järvafältet.

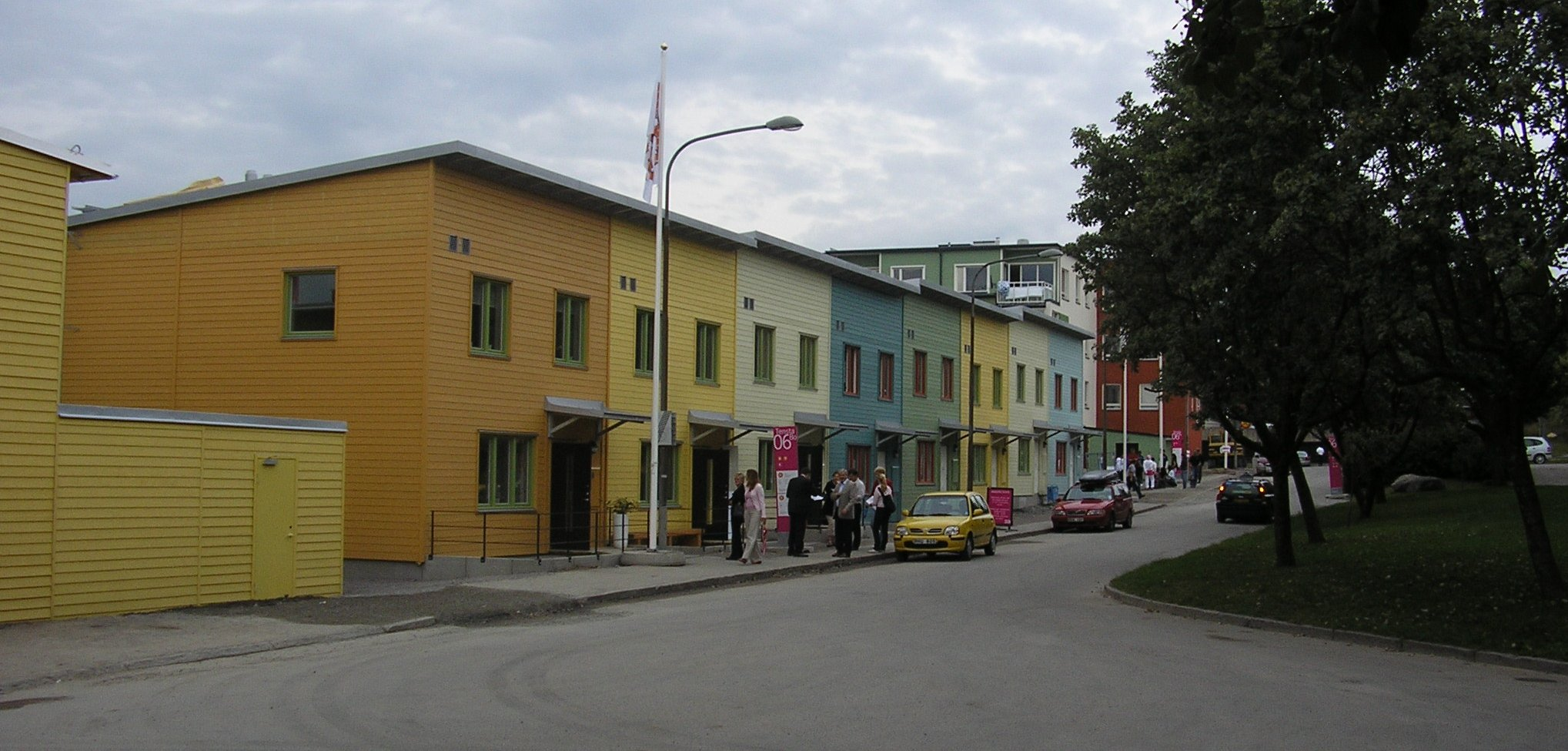
Cases a Tensta.

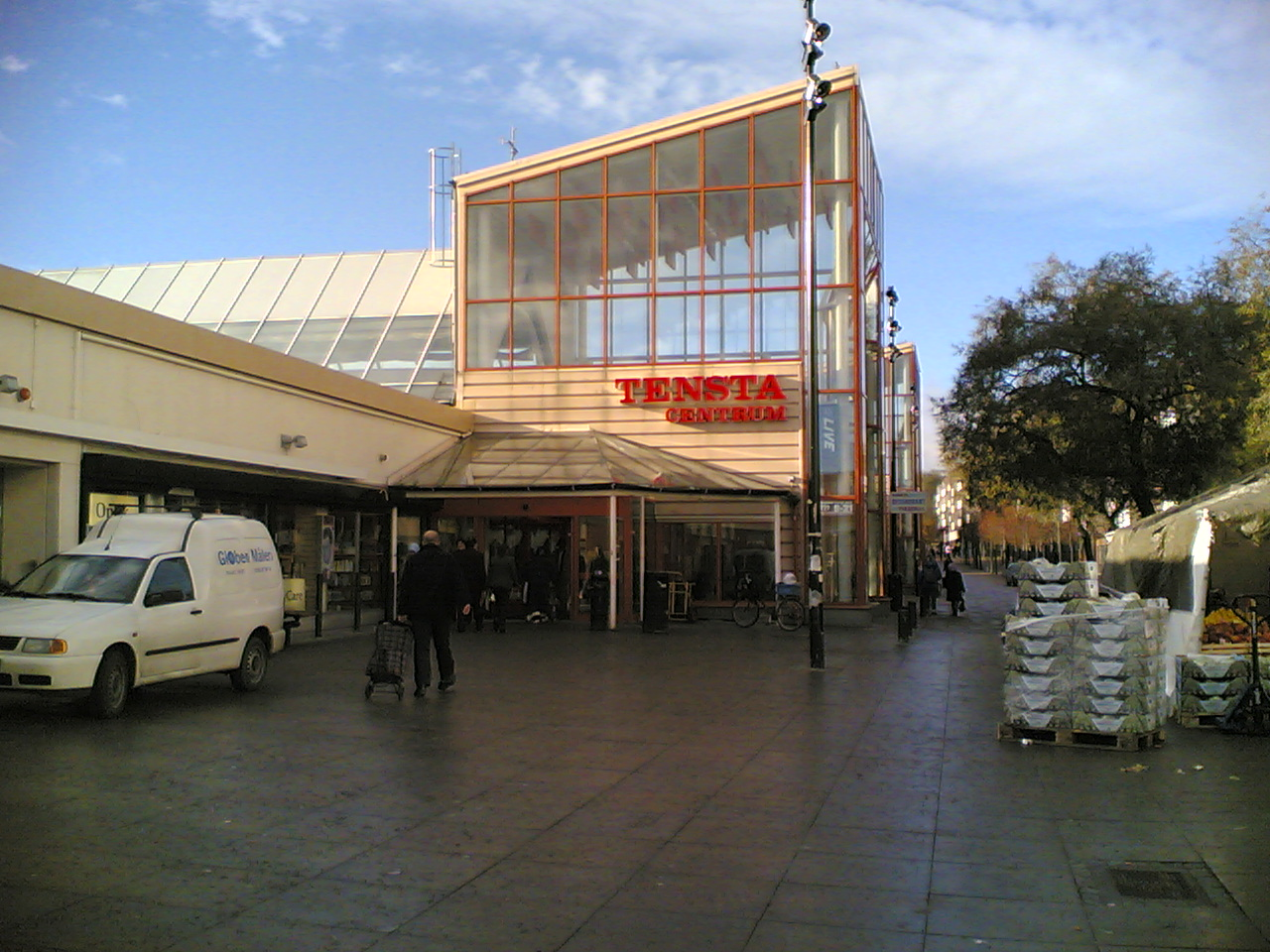
Tensta Centrum, centre comercial.

Tensta és un districte del barri Spånga-Tensta d'Estocolm. Té 17.083 habitants a desembre de 2007, així com un 6.000 habitatges.
El Tensta modern va ser construït en 1960, amb els seus edificis d'apartaments d'estil Plattenbau. Prop de Rinkeby i Hjulsta, va ser part del Million Programme, i es va fer conegut en Suècia a la dècada dels 60. Un bon nombre de gent es va traslladar a aquest districte s'estava alçant.
Al centre de Tensta hi ha un petit mercat de fruites. La galeria d'art Tensta Konsthall està també prop del centre i gaudeix de cert renom a escala nacional.
El districte té una alta concentració d'immigrants, altes taxes d'atur i de persones sota protecció social. De fet, els immigrants suposen en 66% de la població així com el 95-100% dels escolars.